# The Girl Next Door
The Girl Next Door är en amerikansk tonårsfilm från 2004 med Emile Hirsch och Elisha Cuthbert i huvudrollerna. Den är regisserad av Luke Greenfield.

## Handling
Matt är en tonårspojke med stora drömmar och ambitioner. När klasskamraterna skolkar från skolan för att åka till stranden, eller ordnar fester med tjejer och alkohol, engagerar han sig istället i elevrådet och arbetar på ett tal han ska framföra på en stipendiemiddag.
En dag flyttar en ny tjej in i huset bredvid - den vackra, sexiga och blonda Danielle som ska vakta sin mosters villa i ett par veckor. Med en röd peruk och smeknamnet Athena är Danielle känd för sin medverkan i porrfilmer. Matt och Danielle blir snabbt vänner. Den oblyga Danielle lär Matt att slappna av och att våga prova på saker han aldrig ens haft tanken på förut. De umgås och har kul, han skolkar från skolan för hennes skull och får status, till och med bland sportkillarna i skolan. Men en dag måste Danielles hemlighet fram.

## Rollista
- Emile Hirsch - Matthew Kidman
- Elisha Cuthbert - Danielle/Athena
- Timothy Olyphant - Kelly
- James Remar - Hugo Posh
- Chris Marquette - Eli
- Paul Dano - Klitz
- Timothy Bottoms - Mr. Kidman
- Donna Bullock - Mrs. Kidman
- Nicholas Downs - Bob
- Sung-Hi Lee - Ferrari
- Amanda Swisten - April
- Blake Burdette - Stuntman för Emile Hirsch
- Jacob Young - Hunter
- Olivia Wilde - Kellie
- Autumn Reeser - Jane